# Aleksandr Melent'ev
Aleksandr Remmovič Melent'ev (in russo Александр Реммович Мелентьев?; Penza, 27 giugno 1954 – Biškek, 16 febbraio 2015) è stato un tiratore a segno kirghiso, fino al 1991 sovietico.

## Palmarès

### Olimpiadi
- 1 medaglia:
  - 1 oro (Mosca 1980 nella pistola 50 metri)